# Wołodymyr Kraweć
Wołodymyr Kraweć, ukr. Володимир Сергійович Кравець (ur. 31 maja 1981 w Krasnoarmijsku) – ukraiński bokser wagi lekkopółśredniej, uczestnik igrzysk olimpijskich w Atenach w 2004, były mistrz IBC w wadze półśredniej, mistrz EBU w wadze półśredniej.

## Kariera amatorska
Osiągnął pierwszy poważny sukces na poziomie dorosłym w 2000 roku, kiedy dołączył do ukraińskiej drużyny narodowej i na Memoriale Ahmeta Jemerta w Stambule zdobył brązową nagrodę w wadze lekkiej.
W 2004 roku zdobył srebrny medal w Pucharze Anwara Choudhury w Baku, przegrywając z rosyjskim bokserem Muratem Chraczowem w meczu finałowym, a dzięki temu osiągnięciu otrzymał prawo do reprezentowania kraju podczas Letnich Igrzysk w Atenach. Jednak na igrzyskach już w pierwszym meczu w wadze do 60 kg z wynikiem 17:21 został pokonany przez Pakistańczyka Asghar Ali Shaha i natychmiast odpadł z walki o medale.
Za wybitne osiągnięcia sportowe otrzymał honorowy tytuł „Mistrza Sportu Ukrainy klasy międzynarodowej”.

## Kariera zawodowa
Wkrótce po zakończeniu igrzysk olimpijskich w Atenach opuścił ukraińską drużynę narodową, a w styczniu 2005 roku zadebiutował na poziomie profesjonalnym.
W latach 2006–2010 władał tytułem regionalnego mistrza EBU External, który w sumie bronił sześć razy.
W sierpniu 2010 roku uzyskał wakujący tytuł mistrza świata w wadze lekkopółśredniej IBC, wygrywając na punkty z niepokonanym Belgiem Tariq Madney (14-0).
W styczniu 2011 roku zwyciężył przez nokaut z Francuzem Bastien Laforge (12-1-1), uzyskując tym samym tytuł mistrza EBU.
W sierpniu 2011 roku poniósł pierwszą i jedyną porażkę w karierze zawodowej w walce o tytuł tymczasowego mistrza Ameryki Łacińskiej WBA - w pierwszej rundzie przegrał z reprezentantem Hiszpanii Ignacio Mendozą (30-6-2) przez nokaut techniczny.
W 2012 roku rozegrał jeszcze dwie walki z nieznanymi bokserami, po czym postanowił zakończyć swoją sportową karierę.